# Igreja de Fontarcada

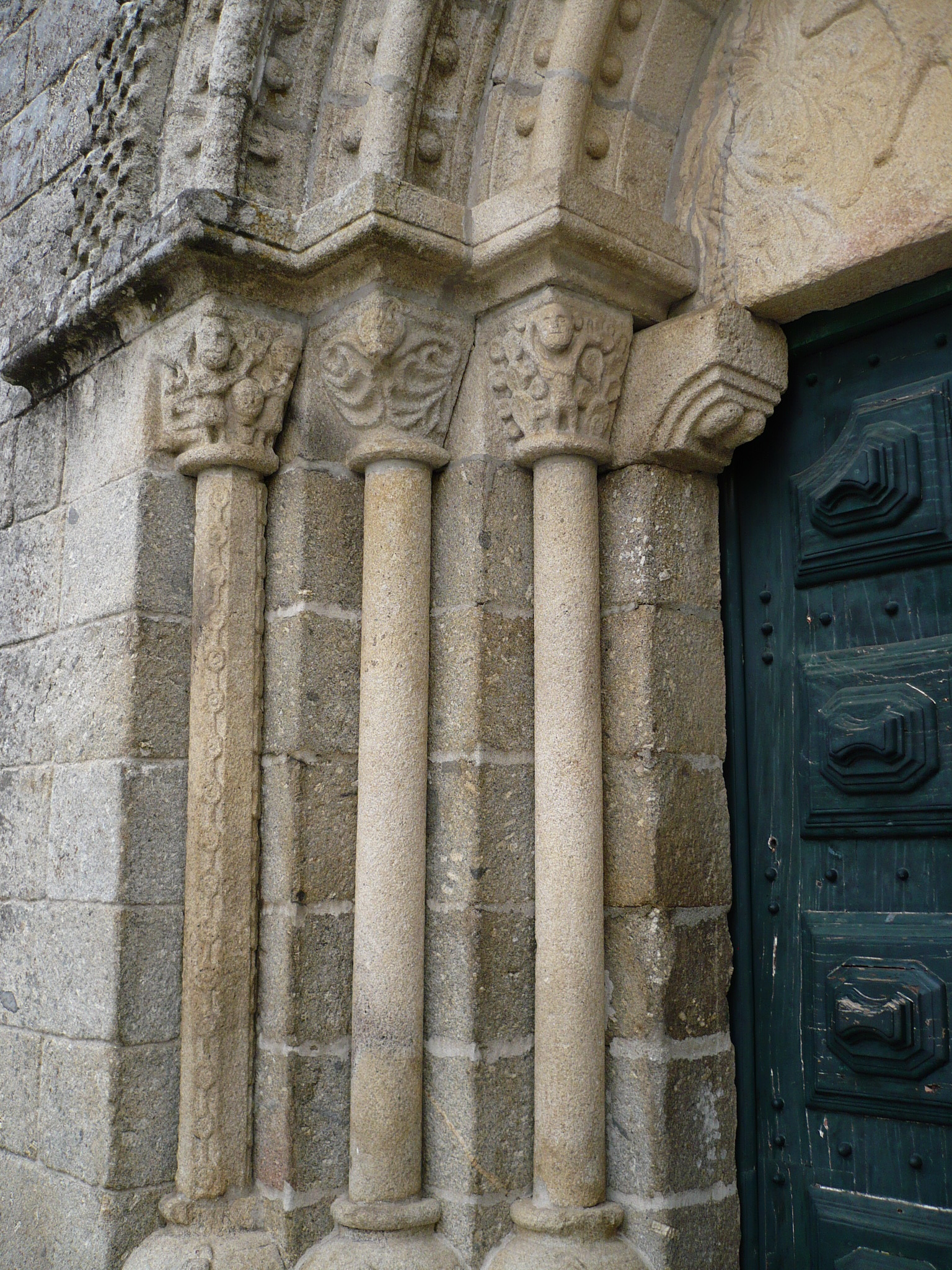
Igreja de Fontarcada: pormenor do portal principal.

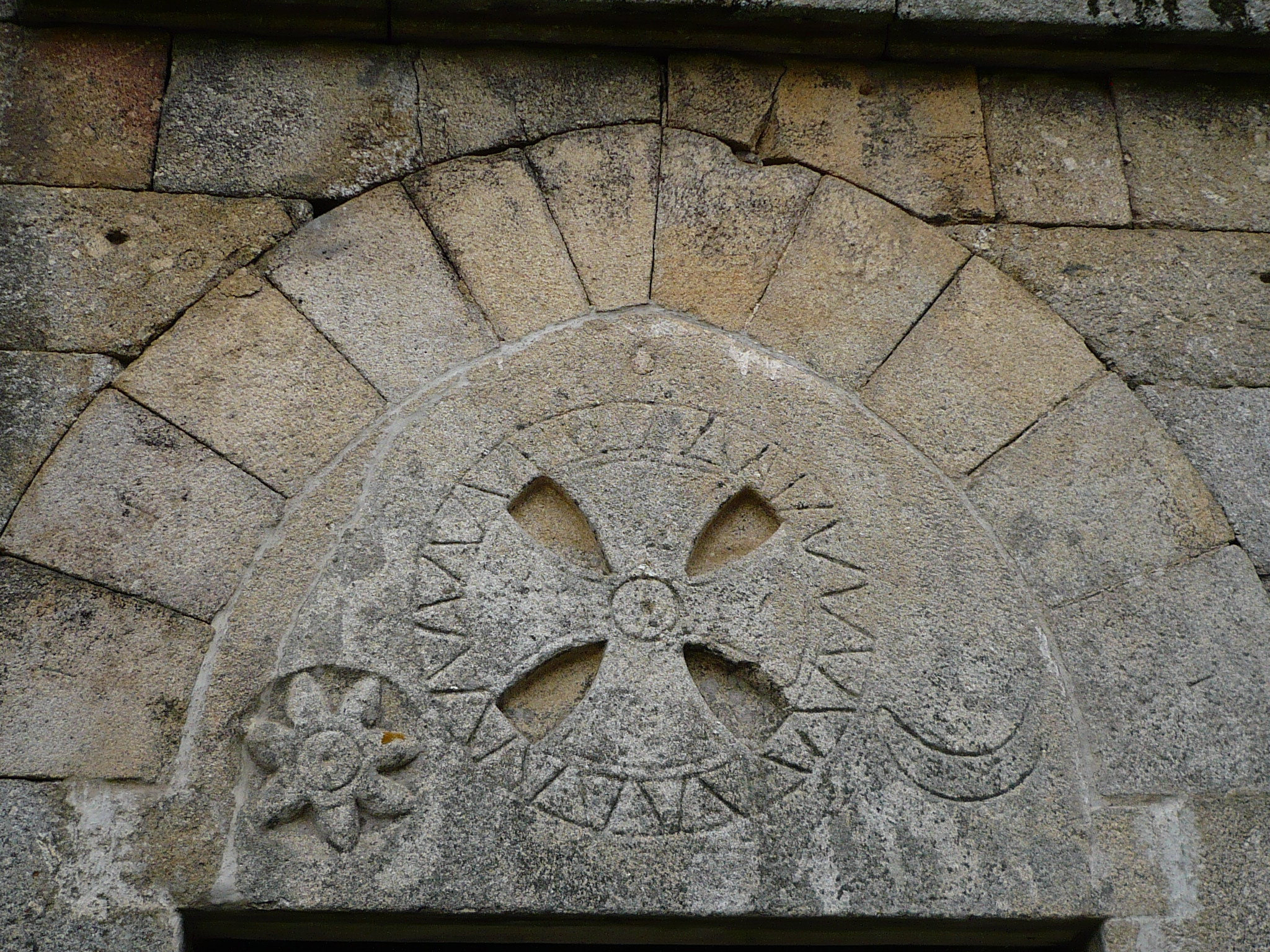
Igreja de Fontarcada: tímpano do portal lateral sul.

A Igreja de São Salvador, também referida como Igreja Matriz de Fontarcada, localiza-se no lugar do Mosteiro, na freguesia de Fontarcada, município de Póvoa de Lanhoso, distrito de Braga, em Portugal.
A Igreja de Fontarcada está classificada como Monumento Nacional desde 1910.

## História
O local onde está inserida é designado como "do Mosteiro" devido ao facto de aí ter sido fundado, em 1067, o Mosteiro beneditino de São Salvador (orago da freguesia), por doação de D. Godinho Fafes (alternativamente escrito "Fafilaz" ou "Falifaz"), pai do rico-homem e alferes-mor de Henrique de Borgonha, conde de Portucale , responsável pela edificação da coutada de Fontarcada, onde o templo foi erguido num terreiro, talvez no princípio do século XII. A comunidade beneditina extinguiu-se no século XIV ou XV, e atualmente nada resta das instalações conventuais.
A igreja atual remonta ao final do século XIII e início do século XIV, altura em que os frades beneditinos mantiveram disputas com fidalgos das vizinhanças devido a direitos e senhorios.
Em 1450, os privilégios do Mosteiro foram confirmados pelo Rei, cinco anos antes de o Arcebispo de Braga, D. Fernando da Guerra o decidir converter em arcediaconado.
A igreja foi restaurada no século XVI.
Encontra-se classificada como Monumento Nacional por Decreto de 16 de junho de 1910.

## Características
É uma igreja de origem românica, que mantém alguns dos traços estilísticos.
A fachada principal, austera, tem um portal de três arquivoltas apoiadas em seis colunelos com capitéis lavrados e ábacos salientes. A frontaria apresenta ainda uma rosácea com moldura de dois anéis de secção idêntica à dos arcos do portal, denotando-se uma provável autoria do mesmo mestre de obras. O portal é encimado por um friso enxaquetado. O tímpano ostenta um Agnus Dei.
A cabeceira da igreja (no exterior) é rodeada por três colunas com capitéis esculpidos, onde assenta uma cornija de arcadas lombardas. Toda a abside é ornamentada por uma cimalha, junto ao beirado, com semi-esferas. O beiral da cobertura das paredes laterais da nave são percorridas por uma cornija, que suporta o beiral, semelhante à da cabeceira. A sul existe ainda um  portal lateral de arco quebrado, com duas arquivoltas sustentadas por dois colunelos com capitéis esculpidos com motivos vegetalistas, e um tímpano ornado por uma cruz pátea, com um sol e uma lua esculpidos nos lados. A torre sineira, adossada ao alçado esquerdo, é posterior ao corpo românico da igreja e apresenta um portal de arco pleno e um telhado piramidal.
A igreja é coberta no interior por um tecto de madeira, sobre uma nave única. A cabeceira, com um sector de planta rectangular e outro semicircular, apresenta uma abóbada seccionada por nervuras em gomos. O alçado da abside está estruturado em duas zonas definidas por um friso entrançado. Na zona inferior, a capela-mor é ricamente decorada com cinco arcadas cegas, com características pré-românicas, apoiadas em colunas adossadas com capitéis lavrados com motivos geralmente vegetalistas. Na zona superior, rasgam-se frestas que se apresentam como se fossem portais, com arquivoltas sobre colunas com capitéis lavrados e ábacos salientes. A capela-mor apresenta ainda vestígios de frescos medievais.